# Leonardo Sciascia

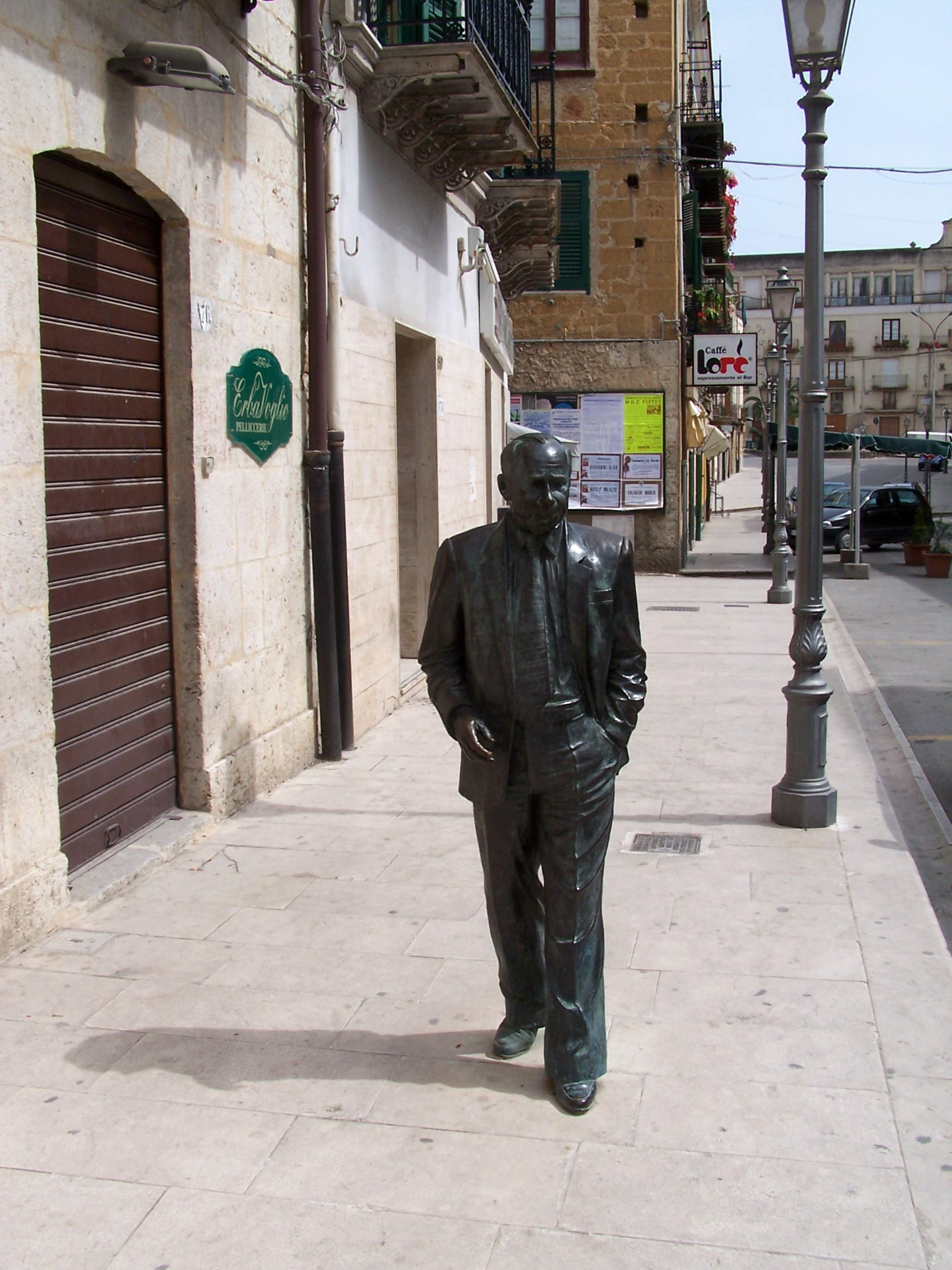
Beeld van Leonardo Sciascia in Racalmuto

Leonardo Sciascia (Racalmuto, 8 januari 1921 – Palermo, 20 november 1989) was een Italiaans schrijver en politicus.
Sciascia was raadslid in Sicilië, lid van het Italiaans parlement en later van het Europees Parlement. Opgeleid als advocaat wijdde hij zich pas later in zijn leven aan het schrijven over Sicilië en de maffia. Zijn analyse van de ontvoering en moord op Aldo Moro, een vooraanstaand christendemocraat, wordt als een meesterwerk beschouwd. Hij was lid van de parlementscommissie tot onderzoek van de ontvoering van Moro.
In zijn beste werk toont hij dat, zoals in het echte leven, er zelden een gelukkige afloop is en dat er evenmin zelden recht wordt gedaan aan de gewone man. Een voorbeeld hiervan is Il contesto.
Sciascia schreef vanuit zijn Siciliaanse ervaring, waarin families met politieke partijen verbonden zijn. Hij wilde aantonen, dat corruptie, endemisch in de Italiaanse maatschappij, alleen diegenen helpt, die deel uitmaken van de geheime gezelschappen en de politieke klasse.

## De kunstanalyse
Leonardo Sciascia wijdde zich ook aan de analyse van de schilderkunst, en met name van het werk van de Siciliaanse Mario Bardi. Hij schrijft in 1967: "Er is niets in de schilderkunst van Bardi, dat niet kan worden verklaard door de schilderkunst. En toch is er niets in zijn schilderijen dat, omgekeerd, niet door Sicilië kan worden verklaard, en niet alleen in de gebeurtenissen, de feiten, maar ook in de manier van zijn in het algemeen en in het bijzonder in de manier waarop hij schilder was..

## Werken
- Il giorno della civetta (1961) (De dag van de uil, Serena Libri)
- Il consiglio d'Egitto (1963) (De raad van Egypte, Serena Libri)
- A ciascuno il suo (1966) (Ieder het zijne, Serena Libri)
- Il contesto (1971) (De context, Serena Libri)
- Atti relativi alla morte di Raymond Roussel (1971) (De dood van Raymond Roussel)
- Todo modo (1974) (Todo modo, Serena Libri)
- La scomparsa di Majorana (1975) (De verdwijning van Majorana, Serena Libri)
- L'affaire Moro (1978)
- Il cavaliere e la morte (1988) (De ridder en de dood, Serena Libri)
- Una storia semplice (1989)